# Batalla de Tolosa (721)
La batalla de Tolosa de 721 va ser una victòria de l'exèrcit franc comandat pel duc Eudes I d'Aquitània, sobre l'exèrcit musulmà del Califat Omeia.

## Antecedents
As-Samh ibn Màlik al-Khawlaní, valí de l'Àndalus, va forjar un poderós exèrcit des d'Àfrica del Nord, el Iemen i Síria per conquerir el ducat d'Aquitània, un gran ducat al sud-oest de l'actual França, en aquells moments sota sobirania dels francs, però en la pràctica gairebé independent a les mans d'Eudes I d'Aquitània.

## Batalla
As-Samh ibn Màlik al-Khawlaní va posar setge a la ciutat de Tolosa, en aquells dies la ciutat aquitana més important. El duc Eudes I d'Aquitània es va veure forçat a partir per demanar ajuda, tornant tres mesos més tard, just quan la ciutat estava a punt de rendir-se i caure en mans dels musulmans invasors el 9 de juny de 721, vencent els musulmans.

## Conseqüències
La victòria en aquesta batalla va aconseguir temporalment evitar l'avanç del control musulmà més cap a l'oest de Narbona, cap a terres aquitanes.